# Tchesma

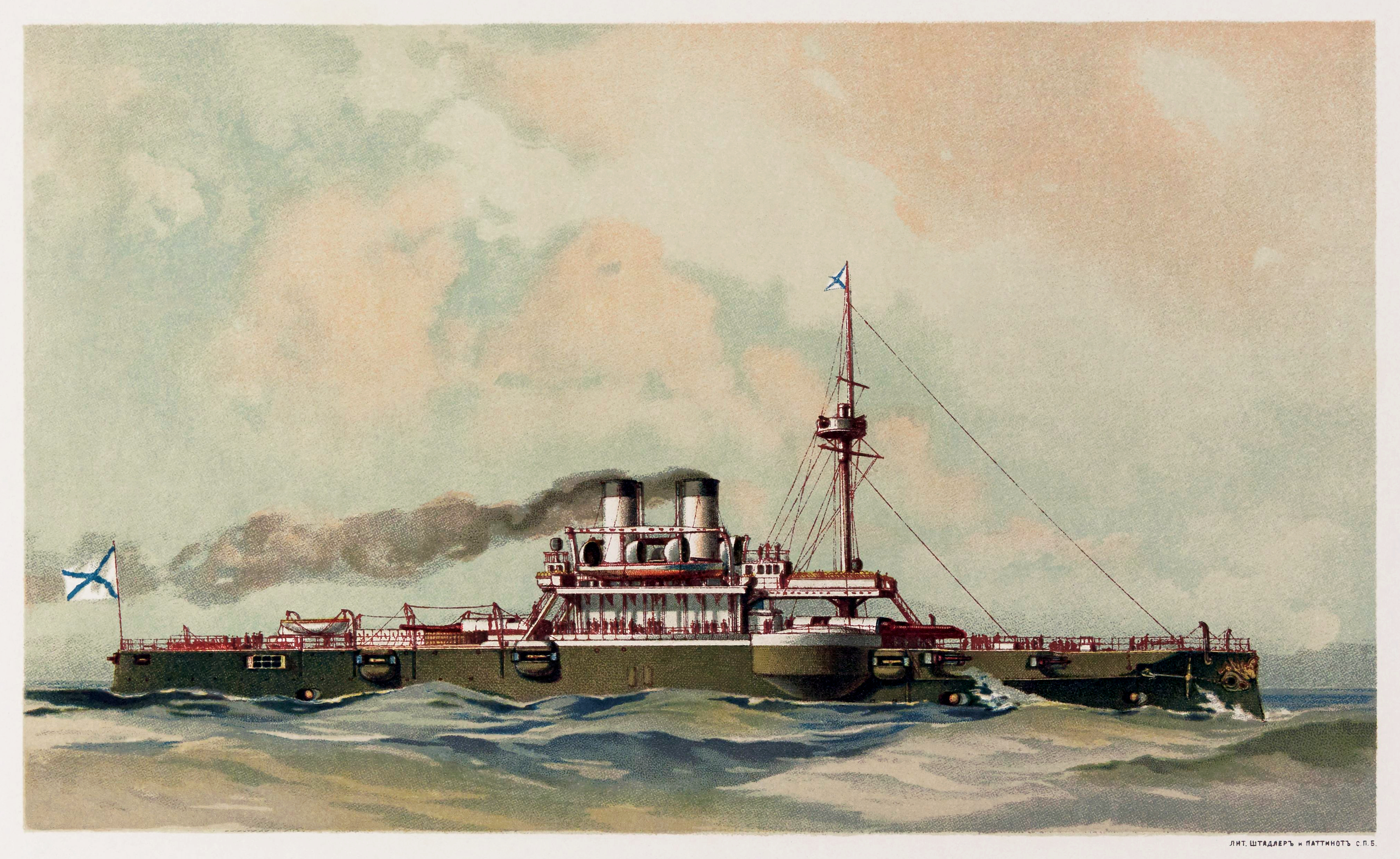
Une chromolithographie du Tchesma par Vasily Ignatius réalisée en 1892.

Le Tchesma (en russe : Чесма) est un cuirassé pré-dreadnought construit pour la Marine impériale russe, second d'une série de quatre navires de la classe Catherine II, baptisée d'après l'impératrice Catherine II.
Construit à Sébastopol au chantier naval de la Société russe de la navigation et du commerce (ROPIT - РОПиТ) le 25 septembre 1883, ce cuirassé est baptisé Tchesma, en l'honneur de cette victoire russe. Il est lancé le 6 mai 1886, et mis en service le 17 mai 1889.
Le 18 mars 1907, le Tchesma est désarmé et ancré au port. En 1912, il est utilisé comme navire cible.
L'ingénieur et superviseur de la construction de la coque du Tchesma était A.P. Toropov.

## Historique
Le Tchesma doit son nom à la célèbre bataille de Tchesmé (6 juillet 1770). Il est affecté, le 15 octobre 1883, à la flotte de la mer Noire.

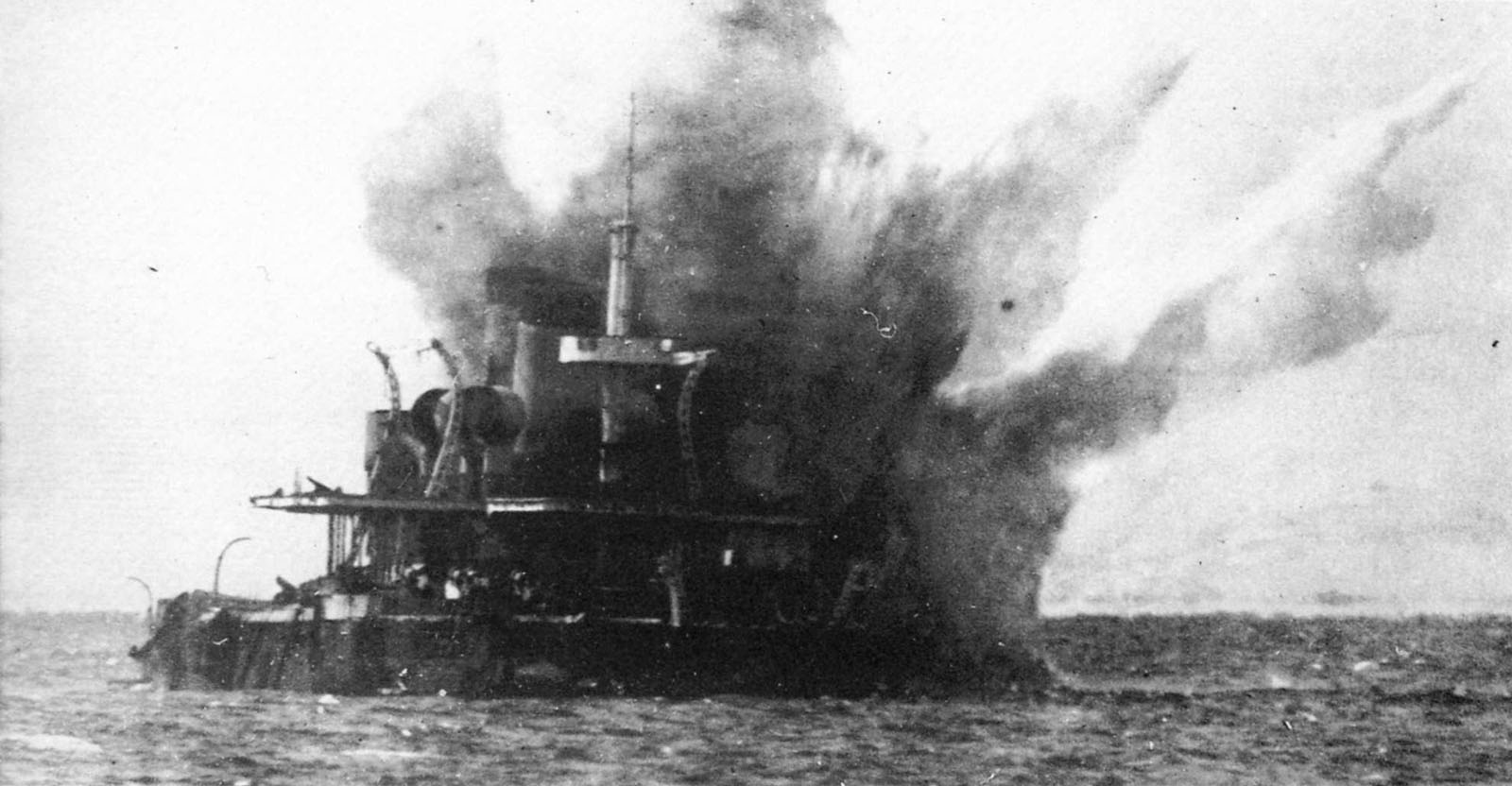
L'ancien Tchesma sous le feu du cuirassé, 1912.

En 1912, le Tchesma sert à tester l'artillerie des cuirassés de la classe Sébastopol. Il est remorqué vers le large et torpillé par le Jean Chrysostome. Dans les années 1970, le club de plongée de Nikolaïev examine l'épave du cuirassé. Une partie du navire était bien conservée, mais de nos jours il est certainement plus endommagé. Il gît à neuf mètres de profondeur.